# Abraham Løkin
Abraham Løkin Hansen, né le 16 juin 1959 à Fuglafjørður, est un footballeur international féroïen, évoluant au poste de milieu de terrain. Il est désormais entraîneur.

## Palmarès
- Vainqueur du Championnat des Îles Féroé de football en 1979 avec l'ÍF Fuglafjørður et en 1992 avec le B68 Toftir.

## Distinctions personnelles
- Membre de la liste des Joueurs en or de l'UEFA.